# Sura al-Hafd
Sura al-Hafd (arab. سورة الحفد) – jedna z dwóch zaginionych sur, które miały się pierwotnie znajdować w jednym z pierwszych egzemplarzy Koranu. Drugą jest Sura al-Khalaʿ.